# Indira Moores
Indira Moores, es una luchadora canadiense de lucha libre. Ganó una medalla de bronce en Campeonato Panamericano de 2015.